# بير جريلز
إدوارد مايكل بير جريلز (بالإنجليزية: Bear Grylls) (ولد في 7 يونيو 1974) مغامر بريطاني، كاتب ومذيع تليفزيوني. وعُرف بشكل واسع من خلال مسلسله التلفزيوني رجل مقابل البرية (Man vs Wild)’ من أجل البقاء‘ الذي تم عمله في سنوات (2006 - 2011)، والمعنون أصلاً بـ المولود الناجِ: بير جريلز في المملكة المتحدة. في يوليو 2009، تم تعيين جريلز كأصغر رئيس كشافة من أي وقت مضى في سن 35 هو من الذين تمكنوا من تسلق قمة أفيريست كما كان ممن خدموا في القوات البريطانية الخاصة (SAS) من 1994 إلى 1997 وقد تعرض لحادثة كادت أن تؤدي بحياته بعد حدوث خلل في مظلته مما أدى لسقوطه من ارتفاع كبير وكانت النتيجة تضرر عموده الفقري على مستوى ثلاثة فقرات مما وضع حداً للجانب العسكري وقد قضى 18 شهرا في المعالجة ليتوجه بعد ذلك بقليل بتسلق جبل ايفريست
نشأ جريلز في دوناغادي (Donaghadee)، أيرلندا الشمالية حتى عمر 4 سنوات عندما انتقلت عائلته إلى Bembridge على جزيرة وايت. وهو نجل السياسي الراحل في حزب المحافظين السير مايكل جريلز.
أصبح بير غريلز مقدم برنامج من أجل البقاء في قناة Quest عربية في هذا البرنامج يقوم بير بعرض مهارة البقاء
لقي هذا البرنامج إقبالا كبيراً لأنه مفعم بالإثارة والمغامرة والتشويق والتحدي
بالإضافة إلى برنامج الهروب والذي يقوم من خلاله بير تقفي أثر الأشخاص الذين تقطعت بهم السبل في البراري ويعرض هذا البرنامج في قناة كويست عربية
وبرنامج الهروب من البرية (بالإنجليزية: roning willd) والذي تم عرضه سنة 2017 على قناة كويست عربية.

## الكتب
كان أول الكتب التي أصدرها بير   The Kid Who climbed Everest الذي أعتبر من بين أفضل 10 كتب في بريطانيا في سن 23 وسرعان ما أصدر العديد من الكتب ومن بينها Born Survivor: Bear Grylls، الذي يكمل سلسلته التلفزيونية التي يعرض فيها أساليب البقاء.

## الحياة الشخصية

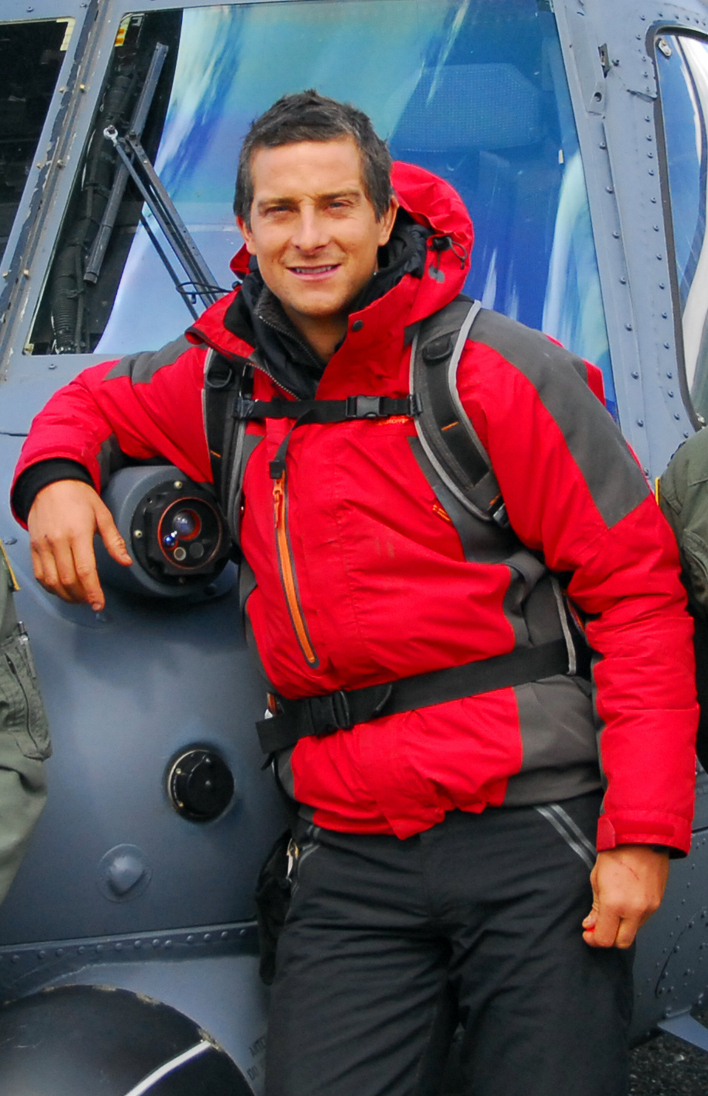
بير جريلز أمام الحرس الوطني الجوي في ألاسكا

تزوج جريلز من شارا كانينج نايت عام 2000، لديهم ثلاثة أبناء هم جيسي (مواليد 2003)، مارمادوك (مواليد 2006) وهاكلبيري (مواليد 2009).

## وصلات خارجية
- بير جريلز على موقع IMDb (الإنجليزية)
- بير جريلز على موقع إن إن دي بي (الإنجليزية)
- بير جريلز على موقع قاعدة بيانات الفيلم (الإنجليزية)

1. ↑  "Out of the Wild: Bear Grylls survives the urban jungle". mensvogue.com. مؤرشف من الأصل في 2008-03-16. اطلع عليه بتاريخ 2008-07-14.
2. ↑  Bear Grylls Welcomes Son Huckleberry Celebrity Baby Blog, 15 January 2009 نسخة محفوظة 2010-02-17 على موقع واي باك مشين.
3. ↑  "Biography". BearGrylls.com. مؤرشف من الأصل في 2018-07-13. اطلع عليه بتاريخ 2012-02-07.